# Бебе (певица)
Мари́я Нье́вес Реболье́до Ви́ла (исп. María Nieves Rebolledo Vila, известная как Бебе, исп. Bebe; род. 9 мая 1978, Валенсия, Испания) — испанская певица, обладательница премий Latin Grammy Awards, периодически снимается в фильмах.

## Биография
Бебе Ребойедо пишет и исполняет песни ещё со времён отрочества, к чему располагает деятельность её родителей — они пели в фолк-группе «Surberina», но на профессиональную сцену Бебе вышла в 1995 году став участницей группы «Vanagloria».
Через год она уезжает в Мадрид изучать театральное искусство, но уже в 2001 году заявляет о себе как о полноправном авторе и исполнителе песен, выиграв конкурс в Эстремадуре.
В 2004 году вышел её дебютный альбом «Pafuera Telarañas», он был принят неоднозначно, но с большим ажиотажем (особенно после церемонии Latin Grammy Awards, где Бебе выдвинута в рекордных 5 номинациях, включая категории «Открытие года» и «Лучший альбом»), и всё из-за необычного стиля исполнения — ключевые слова, описывающие «Pafuera Telarañas» — фламенко, броский, альтернативный латино.
Бебе Ребойедо дебютировала на экране в ролях второго плана в фильмах Фернандо Коломо «Южнее Гранады» (Al sur de Granada) и Хесуса Бонильи «Золото Москвы» (Oro de Moscú). В 2006 году она снялась в картине Хосе Луиса Куэрды «Воспитание фей» (La educación de las hadas), за который номинировалась на премию «Гойя» как лучшая актриса-дебютантка и была награждена этой статуэткой Испанской киноакадемии как автор лучшей оригинальной песни. Ранее она уже номинировалась за другую песню — из фильма Мигеля Бардема «Неосторожные» (Incautos).
Бебе постоянно сочетает работу в кино и театре с концертами, гастролируя по Европе, США, Мексике.
31 марта 2010 года Бебе родила дочь, которую назвали Кандела. Замужем за Эрнаном Зином.

## Дискография
Студийные альбомы:
- 2004: Pafuera Telarañas
- 2005: Pafuera Telaranas (Special Edition)
- 2009: Y punto
- 2009: Y punto (Special Edition)
- 2012: Un pokito de rocanrol
- 2015: Cambio de piel

Синглы:
- 2004 — Malo
- 2011 — K.I.E.R.E.M.E.

## Фильмография
- «Беспокойная Анна» (Caótica Ana) — 2007
- «Воспитание фей» (La educación de las hadas) — 2006
- «След» (Busco) — 2006
- «Золото Москвы» (El oro de Moscú) — 2003
- «Южнее Гранады» (Al sur de Granada) — 2003
- «Сквозь все препятствия» (TB) (Entre cien fuegos) — 2002